# Lilla Grisslesskäret
Lilla Grisslesskäret är en ö i Finland. Den ligger i Norra kvarken och i kommunen Vörå i den ekonomiska regionen  Vasa i landskapet Österbotten, i den västra delen av landet. Ön ligger omkring 41 kilometer nordöst om Vasa och omkring 390 kilometer norr om Helsingfors.
Öns area är 10,8 hektar och dess största längd är 470 meter i sydväst-nordöstlig riktning.